# Soyeon
Jeon So-yeon (hangul: 전소연; Seúl, 26 de agosto de 1998), más conocida como Soyeon, es una rapera, cantante, bailarina, coreógrafa, compositora y productora surcoreana. En 2017, debutó como solista bajo Cube Entertainment con la canción «Jelly», y desde 2018, como líder y rapera principal de (G)I-dle. También es conocida por su participación en los programas de televisión Produce 101 y Unpretty Rapstar.

## Biografía y carrera

### 1998-2018: Primeros años e inicios en su carrera musical
Soyeon nació el 26 de agosto de 1998 en Seúl, Corea del Sur. En su niñez, fue educada en su hogar y más tarde asistió a la Escuela Primaria Kuryong. Estudió ballet cuando era niña, participando y ganando en numerosas competiciones. Después de ver la actuación de Big Bang, dejó el ballet para seguir una carrera musical. Asistió a varias audiciones cuando aún estaba en la primaria, pero no pasó ninguna de ellas.

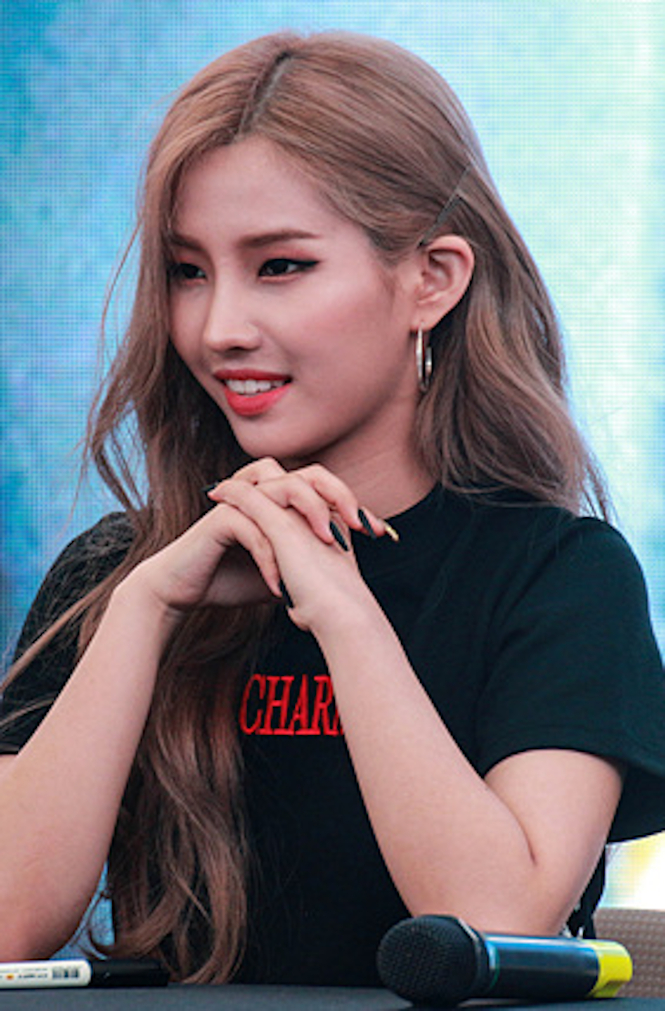
Soyeon en un evento de firmas, el 2 de junio de 2018.

 Más tarde decidió ir por el camino del rap. Desde entonces, reunió coraje y comenzó a rapear en las audiciones, lo que la llevó a destacar más y comenzó a recibir llamadas de diferentes lugares. Como su dirección musical era diferente a la de ella, decidió dejar de lado su sueño de convertirse en cantante por un tiempo y volvió a bailar, lo que había disfrutado de niña. Fue entonces cuando comenzó su vida como bailarina callejera. Después de ver un póster de Cube Entertainment en 2014, decidió audicionar una vez más y finalmente fue elegida. Después de pasar la ronda final, Soyeon se convirtió en aprendiz de Cube.
En enero de 2016, Soyeon representó a su empresa en el programa Produce 101. Fue la concursante más popular durante la transmisión del show, alcanzando el puesto 10 en el quinto episodio. Sin embargo, se ubicó en el número 20 en el último episodio y no se convirtió en miembro de I.O.I. En julio, Soyeon apareció como participante en la tercera temporada de Unpretty Rapstar. Soyeon se convirtió en la segunda finalista y pudo grabar tres canciones para el álbum recopilatorio del programa. A final del año, ella firmó un contrato exclusivo como artista de Cube Entertainment y en 2017 debutó como solista con el sencillo «Jelly».
El 11 de enero de 2018, se anunció que Soyeon volvería a debutar, pero esta vez en (G)I-dle como líder y rapera principal. Ella contribuyó con la escritura de las canciones de I Am, EP debut del grupo y «Hann (Alone)». En agosto, participó en un proyecto llamado Station Young para Station X 0, junto a Seulgi, Chungha y SinB. Station Young lanzó la canción «Wow Thing» el 28 de septiembre. En noviembre, Soyeon y Miyeon colaboraron con Jaira Burns y Madison Beer como un grupo virtual llamado K/DA para el juego League of Legends. K/DA lanzó la canción «Pop/Stars» el 3 de noviembre y se presentaron en 2018 League of Legends World Championship. El videoclip oficial de «Pop/Stars» se lanzó el mismo día, alcanzando 30 millones de visitas en YouTube en cinco días.

### 2019-presente: Actividades en solitario
En 2019, Jeon compuso «No» de sus compañeras de CLC, que fue seleccionado a través de una prueba a ciegas como sencillo para No.1. En marzo del mismo año, la rapera se disculpó públicamente por utilizar una versión pirata del software, Kontakt. Escribió en la página de sus fans: «Lamento profundamente haber usado una copia ilegal del programa. Hasta donde recuerdo, la usé cuando aprendí a escribir canciones. Ni siquiera había reconocido que no borré el programa, pero desde el día que comencé a componer en serio, solo he usado programas autorizados». La disculpa se produjo días después de un vídeo de YouTube detrás de escena, donde preparaban I Made, mostró iconos de la copia ilegal del software en la pantalla de su computadora. La agencia luego eliminó el vídeo y se disculpó.

Nuevamente repitió su papel como Akali, en el grupo de hip-hop de League of Legends llamado True Damage. 

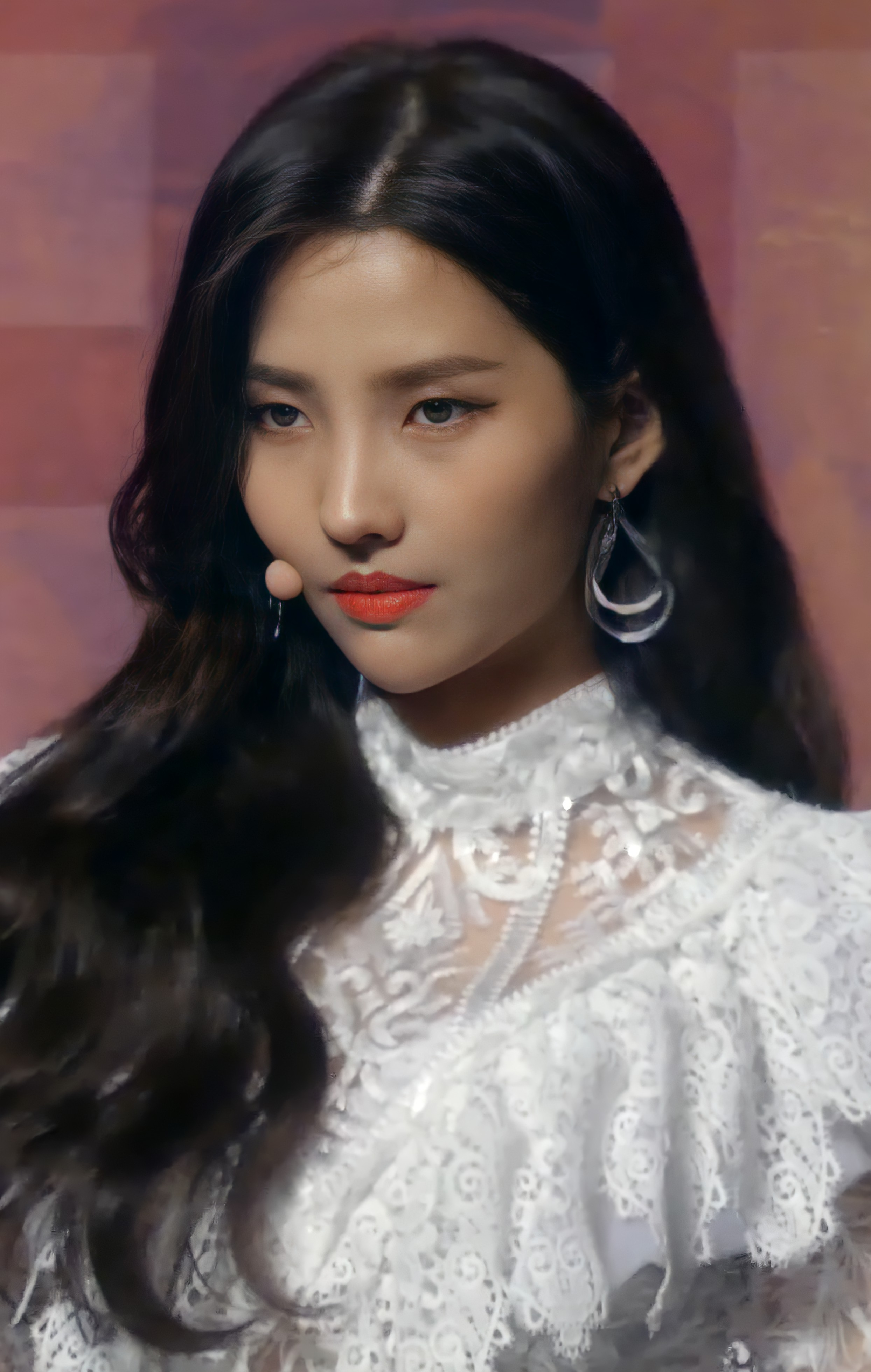
Soyeon en un showcase, el 26 de febrero de 2019.

 Una colaboración con Becky G, Keke Palmer, Thutmose y Duckwrth, titulada «Giants», se lanzó como sencillo junto con un videoclip animado el 10 de noviembre de 2019. La canción es multilingüe realizada predominantemente en inglés, con versos en español y coreano. El mismo día, el grupo actuó en la final del Campeonato Mundial de League of Legends 2019 en París. Al año siguiente, Soyeon apareció en el programa Do You Know Hip Hop de Mnet. El programa presenta a raperos que estuvieron activos desde finales de los años 90 hasta los años 2000 en Corea. El 28 de febrero, apareció como uno de los «jóvenes raperos» para colaborar con Double K y Nuck en la realización de «2020 Lion remix» para la colaboración de Old & Young. En abril, (G)I-dle lanzó su tercer EP, I Trust. Todas las canciones del álbum, incluido el sencillo «Oh My God», fueron escritas y compuestas por Jeon y Yummy Tone. El 22 de julio, Jeon apareció en la canción «Dessert» de Hyoyeon con el rapero Loopy. En una entrevista con Melon, Hyoyeon reveló que la razón por la que eligió a Jeon es porque «es una persona excepcionalmente talentosa en muchos sentidos, así que quería colaborar con ella». En agosto, compuso la primera canción veraniega de su grupo «Dumdi Dumdi» junto a Pop Time, quien ha producido muchas de las canciones exitostas de Zico y Block B. El 27 de agosto de 2020, repitió su papel como Akali en el regreso de K/DA con «The Baddest y «More», canciones pertenecientes al EP All Out. Jeon participó en la producción de la canción debut en solitario de Namjoo de Apink, «Bird», que fue lanzada el 7 de septiembre. El 16 de diciembre, se confirmó que Jeon, Hui de Pentagon y Lee Dae-hwi de AB6IX producirían canciones para la competencia Top 7 en el programa de audiciones Cap-Teen de Mnet.
En enero de 2021, Soyeon escribió cuatro de las seis canciones del EP I Burn, incluido el sencillo «Hwaa». El mismo mes, apareció en Face ID, un programa de entretenimiento de KakaoTV que revela el estilo de vida cotidiano de las celebridades a través de sus teléfonos. El programa se emitió todos los lunes durante tres semanas a partir del 25 de enero. En los episodios, reveló el proceso de producción de muchas de sus canciones exitosas, la vida cotidiana con las miembros de (G)I-dle, 1 600 canciones demos, y un vídeo detrás de escena de la preparación de I Burn hasta el día de su regreso. El 21 de mayo de 2021, se informó que Soyeon lanzaría un álbum en solitario. El 16 de junio, Cube Entertainment anunció que su primer EP, Windy, se publicaría el 5 de julio, con «Beam Beam» como sencillo principal.
El 9 de noviembre de 2023, se confirmó la participación de Soyeon en un sencillo especial titulado «Nobody», junto a Liz de Ive y Winter de Aespa, que fue lanzado el 16 de noviembre.

## Filantropía
Los fanes chinos de Soyeon donaron raquetas, pelotas de baloncesto y otros equipos deportivos a un gimnasio a una escuela secundaria en Weinán, Shaanxi para celebrar el segundo aniversario de su debut.

## Arte

### Imagen
Soyeon es considerada como una artista versátil. Debido a su éxito como rapera, cantante y compositora obtuvo el título de «Triple Threat». Fue descrita como una chica alfa por utilizar y exhibir sus habilidades en escritura, composición, arreglo, coreografía, rap, baile y canto. Un representante de Cube señaló que la presencia de Soyeon en el grupo determinó la popularidad de (G)I-dle desde el principio e hizo que el grupo fuera diferente a comparación con otros que debutaron antes. También fue nombrada «survival born monster» debido a su participación en tres programas de supervivencia.

### Influencias
Soyeon declaró que sus compañeras de (G)I-dle son su inspiración al escribir canciones. Estaba muy influenciada por su maestro de rap cuando asistía a la secundaria y comenzó a rapear después de conocer a ese maestro. Soyeon dijo: «Ese asombroso mentor me enseñó los conceptos básicos como cómo escribir buenas letras y cómo fundir tu sinceridad». Soyeon se inspira en dibujos animados, libros y dramas para crear canciones, álbumes y conceptos. Confesó que «Idle Song» estuvo inspirado en Bob Esponja, «Latata» en el eslogan de Song Joon-geun «arata rata rata», «Señorita» en «Despacito» de Luis Fonsi, «Uh-Oh» se inspiró en la expresión y el tono utilizado por el personal, donde había filmado To Neverland en los Estados Unidos y «Lion» en la película El rey león.

### Estilo musical
Aunque Soyeon había recibido clases de composición mientras era aprendiz, nunca tuvo la intención de ser compositora del grupo. Dijo: «Al principio, realmente no sabía que estaría escribiendo estas canciones... pero nuestro debut se retrasó porque no teníamos una canción. Entonces fue cuando pensé que debería escribir nuestra canción, y empecé a escribir un sencillo». En la producción de «Latata», Soyeon comenzó con ritmos moombahton pensando en sus compañeras. Para los instrumentos, usó percusiones. Después de hacer el ritmo con instrumentos simples, lo puso en un bucle y lo cubrió con una melodía. Describió que el proceso de composición comenzó con la escritura de ritmos y melodías en una página en blanco con solo un piano o un ritmo. Continuó explicando que es común tener un creador de pistas, alguien que escriba melodías y ponga una melodía en un ritmo mayormente completado. Ella confesó que evita usar las palabras «me» o «I» en las letras.

## Discografía

### EP
| Windy                                                                                  | - Lanzamiento: 5 de julio de 2021 - Discográfica(s): Cube Entertainment, Republic Records, Kakao Entertainment - Formato(s): descarga digital, streaming | 7 | - COR: 38,717 |
| «–» indica que el lanzamiento no se posicionó en la lista o no se lanzó en esa región. | |   |               |

### Canciones
| Título | Año                    | Mejor posición         | Mejor posición         | Mejor posición         | Ventas                 | Álbum                  |
| Título | Año                    | COR                    | Hot 100                | US World               | Ventas                 | Álbum                  |
| Como artista principal | Como artista principal | Como artista principal | Como artista principal | Como artista principal | Como artista principal | Como artista principal |
| --- | ---------------------- | ---------------------- | ---------------------- | ---------------------- | ---------------------- | ---------------------- |
| «Children's Day» (어린이의 하루) (featuring Superbee) | 2016                   | —                      | —                      | —                      | N/A                    | Unpretty Rapstar 3     |
| «Smile» (웃어) (featuring Davii) | 2016                   | —                      | —                      | —                      | N/A                    | Unpretty Rapstar 3     |
| «Jelly» | 2017                   | —                      | —                      | —                      | N/A                    | Sin álbum              |
| «Idle Song» (아이들 쏭) | 2018                   | —                      | —                      | —                      | N/A                    | Sin álbum              |
| «The Loveless» (애정결핍) | 2019                   | —                      | —                      | —                      | N/A                    | Sin álbum              |
| «Beam Beam» (삠삠) | 2021                   | 115                    | 71                     | —                      | N/A                    | Windy                  |
| Colaboraciones |                        |                        |                        |                        |                        |                        |
| «Don't Matter» (como Hualyeogangsan) | 2016                   | 30                     | —                      | —                      | - COR: 253,613         | 35 Girls 5 Concepts    |
| «Scary» (con Nada) | 2016                   | 29                     | —                      | —                      | - COR: 65 910          | Unpretty Rapstar 3     |
| «Mermaid» (con Minhyuk, Peniel, Ilhoon, Yeeun, y Wooseok) | 2018                   | —                      | —                      | —                      | N/A                    | One                    |
| «Wow Thing» (con Seulgi, SinB, y Chungha) | 2018                   | 35                     | 43                     | 3                      | N/A                    | SM Station X 0         |
| «You Too? Me Too!» (con Minhyuk) | 2019                   | —                      | —                      | —                      | N/A                    | Hutazone               |
| Como artista invitada |                        |                        |                        |                        |                        |                        |
| «Pick Me» | 2015                   | 9                      | —                      | —                      | - COR: 893 723         | Sin álbum              |
| «She's Coming» (con Ver listalas concursantes de Unpretty Rapstar 3 - Grace - Nada - Miryo - Euna Kim - Yuk Ji-dam - Giant Pink - Jeon So-yeon - Janey - Kassy - Ha Ju-yeon | 2016                   | 92                     | —                      | —                      | - COR: 16 756          | Unpretty Rapstar 3     |
| «I Wanna Be» (Key featuring Soyeon) | 2019                   | 122                    | —                      | 13                     | N/A                    | I Wanna Be             |
| «Giants» (True Damage featuring Soyeon, Becky G, Keke Palmer, Thutmose y Duckwrth)                                                                                          | 2019                   | —                      | —                      | —                      | N/A                    | Sin álbum              |
| «Dessert» (Hyoyeon featuring Loopy y Soyeon) | 2020                   | —                      | —                      | 16                     | N/A                    | Sin álbum              |
| «–» indica que el lanzamiento no fue lanzado o no se posicionó en ese territorio.                                                                                           |                        |                        |                        |                        |                        |                        |

Notas1. 

## Filmografía

### Programas de televisión
| Año  | Título              | Canal   | Notas                                | Ref. |
| ---- | ------------------- | ------- | ------------------------------------ | ---- |
| 2016 | Produce 101         | Mnet    | Concursante                          |      |
| 2016 | Unpretty Rapstar 3  | Mnet    | Concursante                          |      |
| 2020 | Do You Know Hip Hop | Mnet    | Artista invitada con Double K y Nuck |      |
| 2021 | Face ID             | KakaoTV | Miembro del elenco (Episodios 21-23) |      |

## Premios y nominaciones
| Año             | Premio                          | Categoría                                           | Trabajo nominado            | Resultado | Ref.   |
| --------------- | ------------------------------- | --------------------------------------------------- | --------------------------- | --------- | ------ |
| 2017            | Hallyu Hip-hop Culture Awards   | Premio de popularidad                               | Ella misma                  | Ganadora  | [ 67 ] |
| 2020            | Game Audio Network Guild Awards | Mejor canción original                              | «Damage» (como True Damage) | Ganadora  | [ 68 ] |
| 2020            | APAN Music Awards               | Best All Rounder                                    | Ella misma                  | Nominada  | [ 69 ] |
| 2022            | Melon Music Awards              | Best Songwriter                                     | Ella misma                  | Ganadora  | [ 70 ] |
| Reconocimientos |                                 |                                                     |                             |           |        |
| 2020            | Libro Guinness de los récords   | Colgar cinco camisetas en tiempo récord (25.41 sec) | Ella misma                  | Ganadora  | [ 71 ] |